# Марилия (мезорегион)

Марилия на карте.

Мари́лия (порт. Mesorregião de Marília) — административно-статистический мезорегион в Бразилии, входит в штат Сан-Паулу. Население составляет 440 058 человек (на 2010 год). Площадь — 7 169,787 км². Плотность населения — 61,38 чел./км².

## Демография
Согласно сведениям, собранным в ходе переписи 2010 г. Национальным институтом географии и статистики (IBGE), население мезорегиона составляет:
| Полное население                            | Полное население                            | Полное население                            | Полное население                            | 440 058 |
| ------------------------------------------- | ------------------------------------------- | ------------------------------------------- | ------------------------------------------- | ------- |
| в том числе:                                | Городское население                         | 406 370                                     | Процент городского населения, %             | 92,34   |
|                                             | Сельское население                          | 33 688                                      | Процент сельского населения, %              | 7,66    |
|                                             | Мужское население                           | 214 833                                     | Процент мужского населения, %               | 48,82   |
|                                             | Женское население                           | 225 225                                     | Процент женского населения, %               | 51,18   |
| Плотность населения, чел/км²                | Плотность населения, чел/км²                | Плотность населения, чел/км²                | Плотность населения, чел/км²                | 61,38   |
| Население мезорегиона в % к населению штата | Население мезорегиона в % к населению штата | Население мезорегиона в % к населению штата | Население мезорегиона в % к населению штата | 1,07    |

## Статистика
- Валовой внутренний продукт на 2003 составляет 3 724 252 166,00 реалов (данные: Бразильский институт географии и статистики).
- Валовой внутренний продукт на душу населения на 2003 составляет 8522,25 реалов (данные: Бразильский институт географии и статистики).
- Индекс развития человеческого потенциала на 2000 составляет 0,801 (данные: Программа развития ООН).

## Состав мезорегиона
В мезорегион входят следующие микрорегионы:
1. Марилия
2. Тупан